# THE 家元
THE家元（ザ・いえもと）は、日本の三味線ファンクバンド。

## メンバー
- 将軍崇光 - リードボーカル

2007年、六代目杵屋勝四郎に襲名。
- 左近ウタマロ - サイドボーカル
- 三味線屋裕光（杵屋裕光） - 三味線

解散後は、六九家裕光を名乗り、古典の継承とともに"ロック三味線"、"和風ビートルズ"などと銘打って三味線音楽と洋楽の融合にも取り組んだ。
2018年6月8日、肝臓がんのため死去。57歳没。
- 鏡餅供之介 - パーカッション
- 神楽坂Eフラット - ギター
- 桜錦之介 - ベース
- 囃子屋太鼓侍 - ドラムス

2004年11月17日急逝。
- 亀屋萬現像 - キーボード
- アイク・ネルソン - ラップ

途中加入。

## 概要
1987年結成。1990年1月20日放送の『三宅裕司のいかすバンド天国』に出場し、「越後獅子」を演奏。同年11月にビクターのレーベルInvitationからアルバム『三味線オン・マイ・マインド』でデビュー。同レーベル内でシングル2枚、アルバム2枚をリリース。1991年4月にリリースしたシングル『花見踊り』はライフィックス「かき麻呂」のCMに起用された。

## ディスコグラフィ

### 参加作品
| 発売日        | タイトル                        | 規格品番     | 曲順       | 楽曲       |
| ------------- | ------------------------------- | ------------ | ---------- | ---------- |
| 2006年3月24日 | バンド天国                      | VICL-61923/4 | Disc1/M.10 | 花見踊り   |
| 2006年3月24日 | アンセム～サッカー応援歌集Vol.2 | VICP-63384   | M.7        | IPPON CHA3 |

## タイアップ一覧
| 使用年 | 曲名             | タイアップ                                    |
| ------ | ---------------- | --------------------------------------------- |
| 1991年 | 花見踊り         | ライフィックス「かき麻呂」CMソング            |
| 1991年 | IPPON CHA3       | タイガー魔法瓶「タイガー Ladyポット」CMソング |
| 1992年 | SANADA           | ABCミュージカル「SANADA」主題歌               |
| 1992年 | COME BACK SANADA | ABCミュージカル「SANADA」挿入歌               |